# La Venus de las pieles
La Venus de las pieles (Venus im Pelz en alemán) es una obra del escritor austriaco Leopold von Sacher-Masoch publicada en 1870, la cual forma parte de la saga El legado de Caín, que Sacher-Masoch quería crear en seis libros, con seis historias diferentes en cada uno divididas en seis temáticas: el amor, la propiedad, el estado, la guerra, el trabajo y la muerte. Para esta obra Sacher-Masoch se inspiró probablemente en La comedia humana, de Balzac. Sacher-Masoch nunca consiguió completar El legado de Caín. La venus de las pieles forma parte del libro dedicado al amor, siendo de este su quinta historia. Es posiblemente la más conocida de sus novelas, y la que ha vinculado el nombre de Masoch al término masoquismo.

## Argumento
El protagonista, Severin von Kusiemski, cuenta la historia de su relación con Wanda von Dunajew al narrador de la historia, después de que este, a su vez, le contase su conversación en sueños con una Venus cubierta de pieles, posiblemente inspirada por el cuadro colgado en el despacho de Severin, que retrata a esta Venus y su sirviente. Severin cuenta cómo se había enamorado de una mujer, Wanda von Dunajew, a la que convence de que lo trate como su esclavo, en formas cada vez más humillantes: «El dolor posee para mí un encanto raro, y que nada enciende más mi pasión que la tiranía, la crueldad y, sobre todo, la infidelidad de una mujer hermosa». Wanda, enamorada aunque reticente, acepta su petición: «Tengo miedo de no poderlo hacer; pero lo ensayaré por ti, bien mío, a quien amo como nunca amé a ninguno». Severin describe sus sensaciones durante esta etapa como «suprasensuales». Llaman la atención los detalles fetichistas, como la vestimenta de cuero o piel asociada a la dominación, e incluso la firma de un contrato de sumisión. Por otro lado, Severin convence a Wanda para que le sea infiel, pues considera que no hay castigo mayor para un hombre que ese. La relación toca a su fin cuando en una de sus infidelidades Wanda encuentra un hombre por el cual le gustaría dejarse dominar. 
Wanda, dubitativa al principio, se va corrompiendo progresivamente por la sexualidad masoquista de Severin, hasta el punto de disfrutar con lo que anteriormente la turbaba: «Es usted un corruptor de mujeres, Severin», le dice.

## SobreLa Venus de las pielesy su autor
Los temas y personajes de la novela están basados en la propia vida y experiencias de Von Sacher-Masoch. El nombre de Wanda von Dunajew, la venus de la novela, sirve para encubrir una ficcionalización de la escritora Fanny Pistor, la cual contactó con Sacher-Masoch, que era un conocido escritor en la época, bajo el título ficticio de baronesa Bogdanoff, para pedirle su opinión acerca de sus escritos.
En diciembre de 1869 Leopold y Fanny firmaron un contrato que convertía al primero en esclavo de la segunda durante un periodo de seis meses, con la condición de que la baronesa se vistiera de pieles en tantas ocasiones como pudiera, y especialmente si se sentía especialmente «cruel». Sacher-Masoch, tomando el alias de «Gregor», nombre estereotípico de los sirvientes masculinos, se hizo pasar por el sirviente de la baronesa y juntos viajaron hasta Venecia (Florencia en el libro), trasladándose él en tercera clase y ella en primera. En Venecia, donde no eran conocidos, podían hacer lo que quisieran sin levantar sospechas.

## Adaptaciones y curiosidades

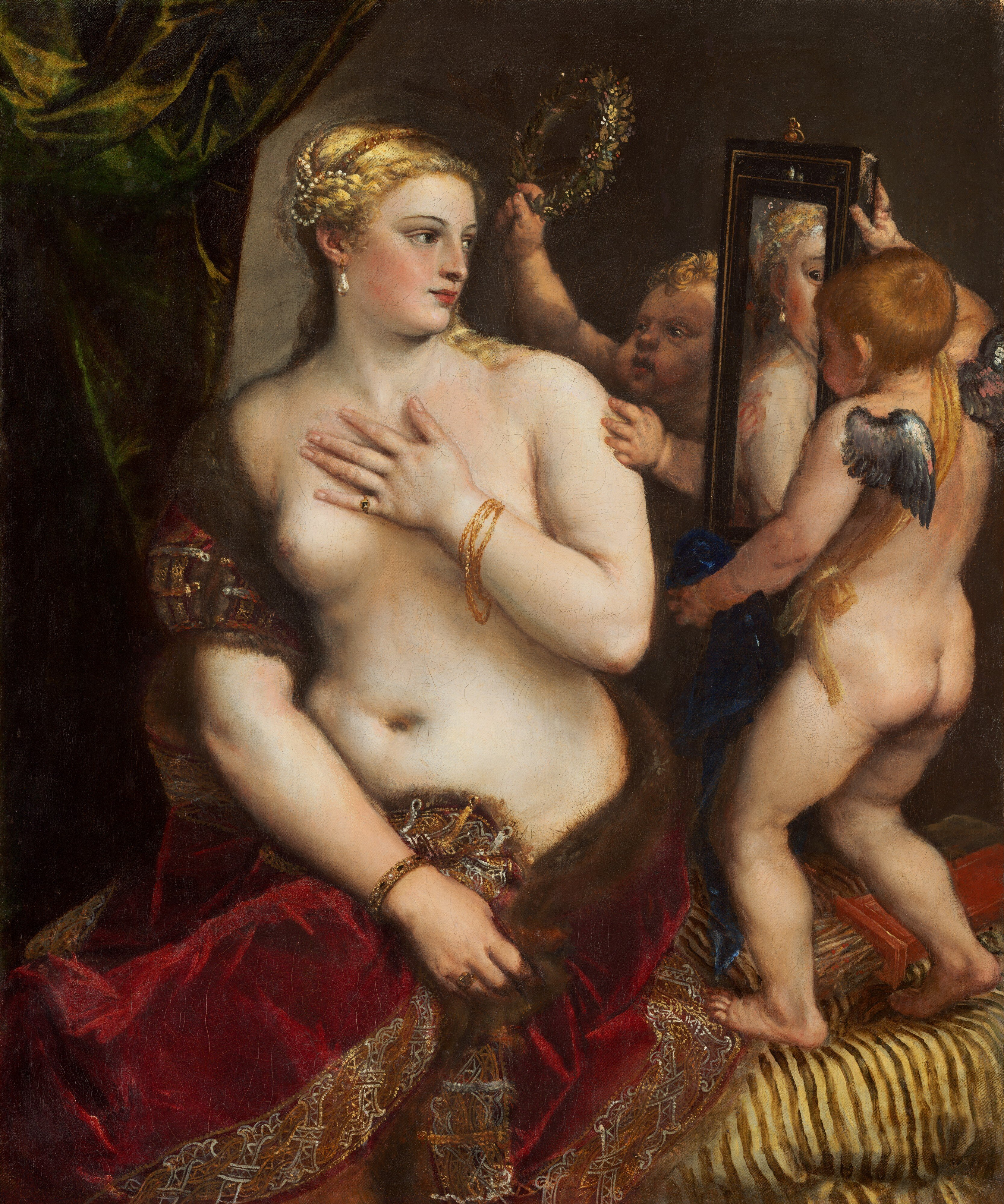
La Venus del espejo, pintura de Tiziano que inspira al protagonista, Severin.

La novela ha sido adaptada al cine al menos cinco veces, la primera por Joseph Marzano en 1967; la siguiente es obra del director de cine erótico Jesús Franco, en 1969. También de 1969 es la versión del director italiano Massimo Dallamano, interpretada por Laura Antonelli; en 1995 se estrenó la versión dirigida por Victor Nieuwenhuijs y Maartje Seyferth y, finalmente, está la versión de Roman Polanski, estrenada en 2013, basada en un texto de David Ives, que también dio pie a un musical de éxito en Broadway.
Existe una canción de The Velvet Underground con el mismo título que la obra tiene en inglés, «Venus in Furs», la cual está inspirada en la novela de Sacher-Masoch y en la que frecuentemente se nombra a Severin en el estribillo. La canción apareció 1967 en su álbum The Velvet Underground and Nico, siendo uno de sus temas más controvertidos. Esta canción se utiliza en la película The Doors (1991), de Oliver Stone, y en Last Days (2005), de Gus Van Sant.
El cineasta español Jesús Franco dirigió la película Venus in Furs (1969), en la que se ve, entre otras cosas, ensayo del conjunto de rock de Manfred Mann.
La banda austriaca Ordo Rosarius Equilibrio también tiene una canción que hace alusión a Severin y al masoquismo, llamada «She is in Love with a Whip, My Venus in Furs».
La banda inglesa de doom metal Electric Wizard también incluyó una canción con el título «Venus in Furs» en su disco Black Masses (2010).
La novela también ha sido llevada al cómic por Guido Crepax. Además, ha sido ilustrada por Salvador Dalí, Suzanne Ballivet y Sardax, entre otros.